# Esperanza Spalding
Esperanza Emily Spalding (Portland, Oregon, 1984. október 18. –) ötszörös Grammy-díjas zeneszerző, basszusgitáros, nagybőgős és énekes. Fellépett Oscar- és Nobel-díj gálán, többször a Fehér Házban is. A mai dzsesszzene egyik legkiemelkedőbb alakja.

## Pályakép
Anyai ágon ír, spanyol és amerikai indián felmenők sarja, apai ágon pedig afroamerikai. Édesanyja őt és a bátyját egymaga nevelte fel. Ötéves korától hegedülni, majd oboázni és klarinétozni tanult, aztán találkozott a nagybőgővel, és végül amellett kötött ki. A Portland State University-n szerzett diplomát, majd felvételt nyert a Berklee College of Musicra. Húszéves korában már ugyanott oktatott is.
Joe Lovanoval, a Berklee tanárával és egy spanyol zongoristával készült első lemeze 2006-ban. Következő lemezén már szerzőként is szerepelt.
A közönség előtt tizenöt éves korában tűnt fel Portlandben egy öreg muzsikusokból álló blues-zenekarral. Két évre rá lett a bostoni Berklee College of Music hallgatója lett. Hamarosan felfigyeltek rá.
Zenéje harmóniavilágával és ritmikájával mindenestől eleget tesz a klasszikus dzsessz-kritériumoknak, ugyanakkor színtiszta vonós kamarazene. Zömmel szöveg nélküli éneklése nem nevezhető „scatnek”, mert más és sokkal több annál. Énekstílusa abban is újat hoz, hogy lemond a hagyományos jazzvokál szokásos eszközeiről. Szakítás az is, hogy a dzsessz anyanyelvét is szabadon kezeli. Spanyolul és portugálul is tökéletesen énekel.
2016-ban és 2018-ban fellépett Budapesten is.

## Szólóalbumok
- 2006: Junjo
- 2008: Esperanza
- 2010: Chamber Music Society
- 2012: Radio Music Society
- 2016: Emily's D+Evolution
- 2017: Exposure
- 2018: 12 Little Spells
- 2021: Songwrights Apothecary Lab
- 2022: Live at the Detroit Jazz Festival
- 2023: Alive at the Village Vanguard
- 2024: Eperanza with Milton Nascimento

## Képek

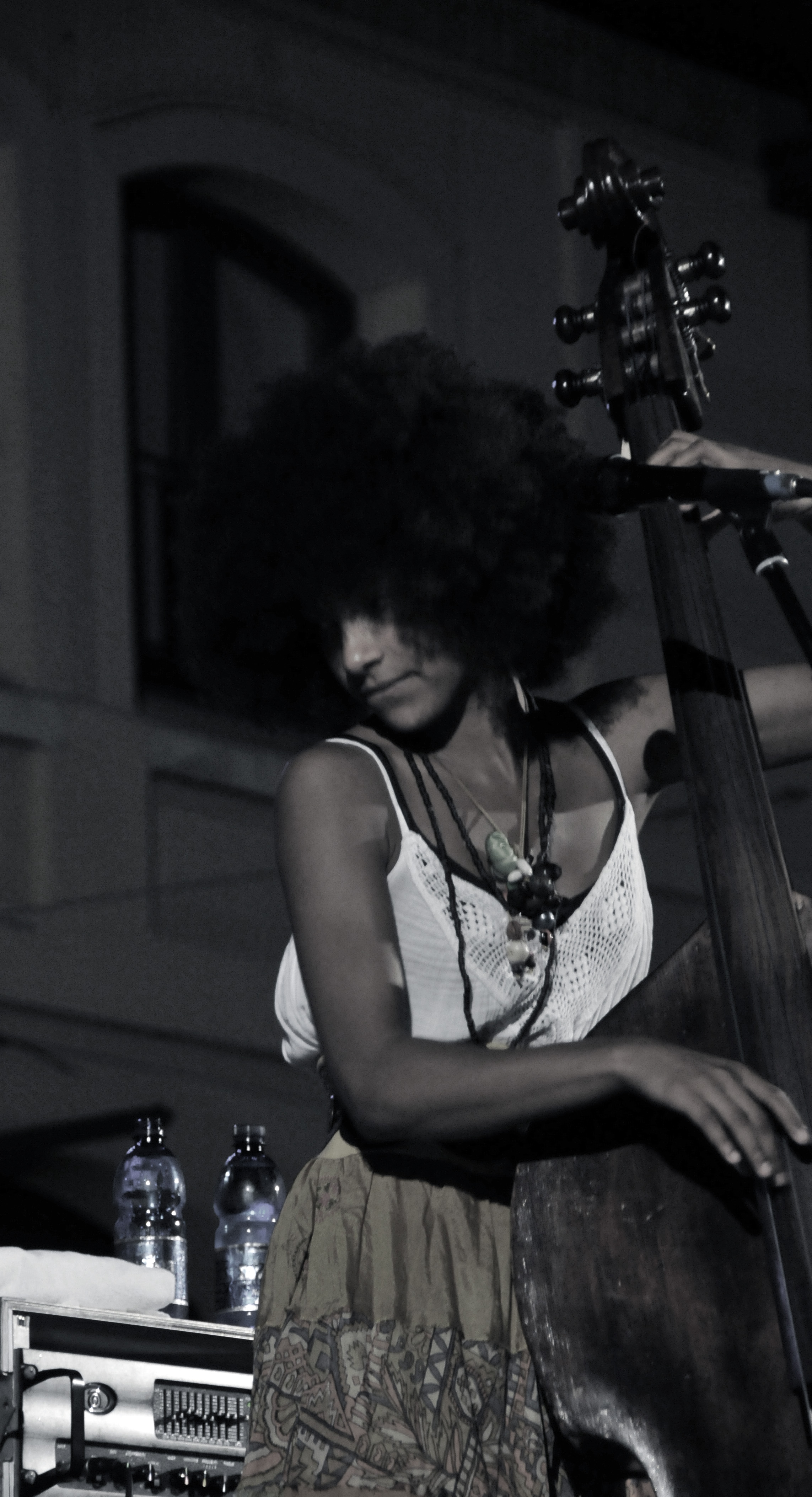
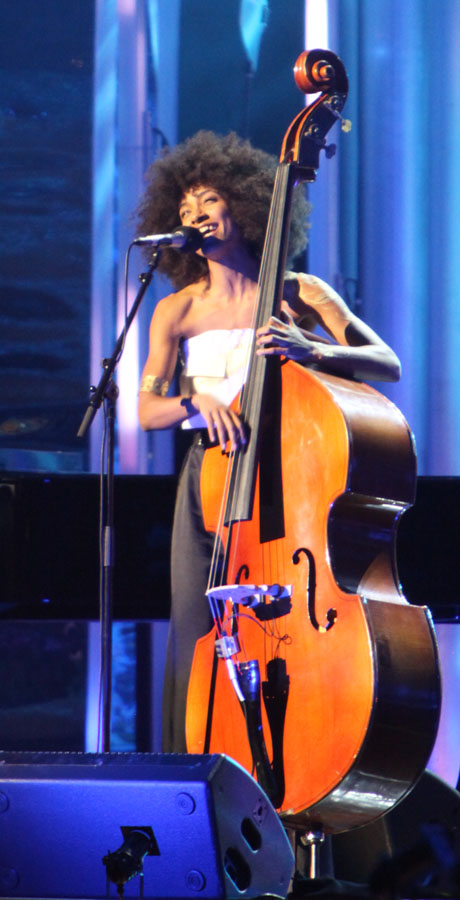
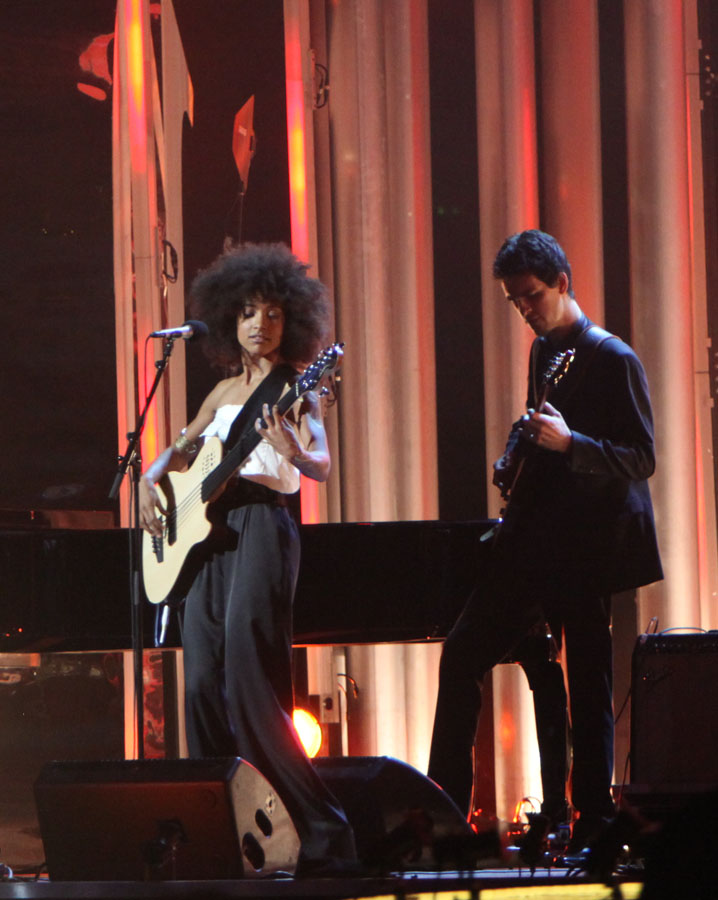
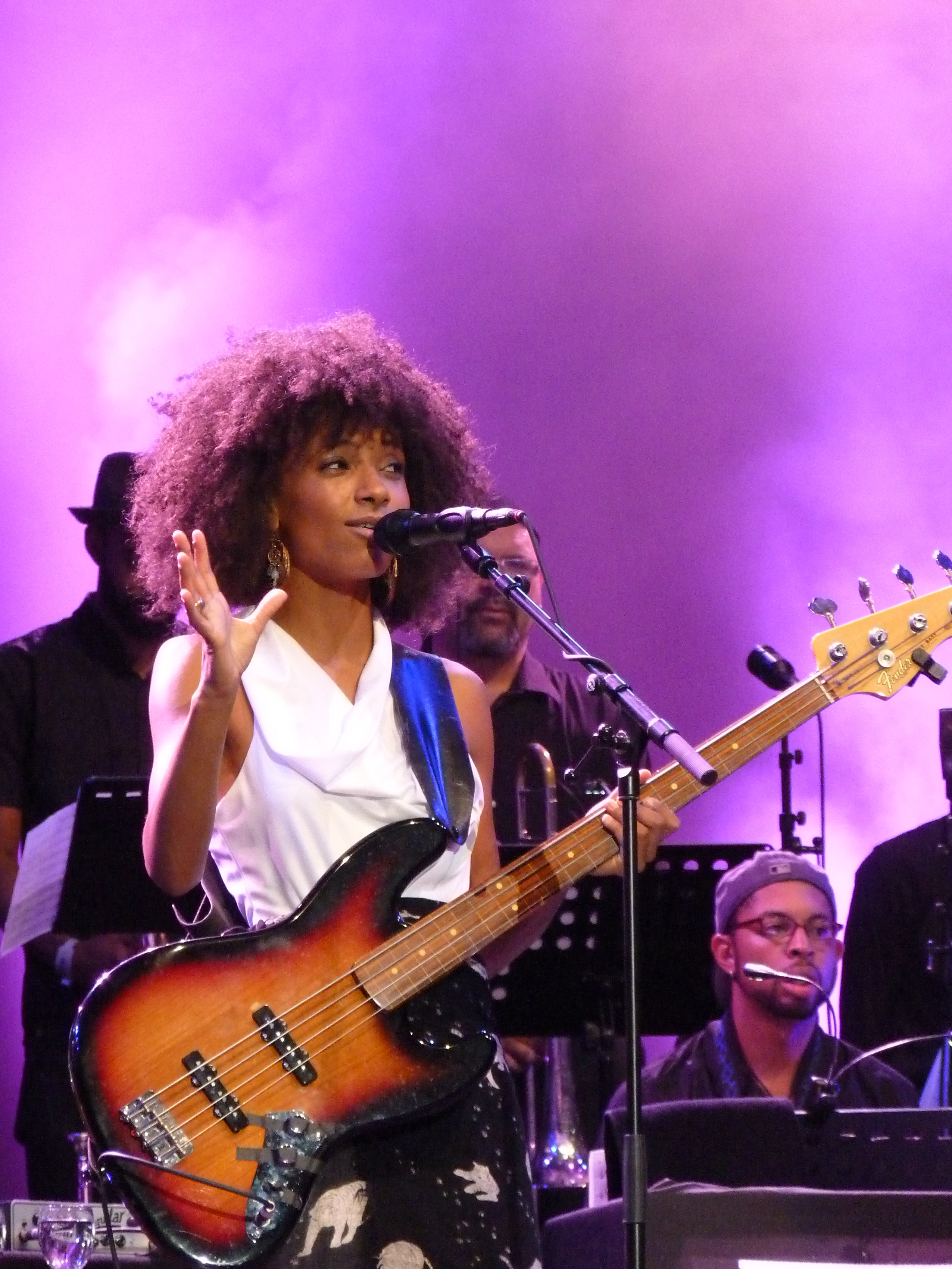

## Videók
| Szám             | Év   |
| Little Fly       | 2011 |
| Black Gold       | 2012 |
| Radio Song       | 2012 |
| Crowned & Kissed | 2012 |
| I Can't Help It  | 2012 |
| We Are America   | 2013 |
| Good Lava        | 2016 |
| One              | 2016 |
| ---------------- | ---- |